# Siège de la Compagnie d'entreprises électriques Electrobel
Le siège de la Compagnie d'entreprises électriques Electrobel, (devenue successivement Électricité et Traction, Traction et Électricité, Tractionel, Tractebel et enfin Electrabel depuis 1990) est un bâtiment de style néo-classique tardif édifié par l'architecte Michel Polak sur le territoire de la ville de Bruxelles, en Belgique.

## Localisation
Le siège de la compagnie d'entreprises électriques Electrobel (aujourd'hui siège d'Electrabel) se dresse aux numéros 1 et 3 de la place du Trône, au sud-est du Palais royal de Bruxelles, face à la statue équestre de Léopold II et aux écuries royales de Bruxelles.

## Historique
C'est en 1929 que Polak conçoit les plans du siège de la Compagnie d'entreprises électriques Electrobel avec René Théry,.
L'immeuble est réquisitionné en 1940 par les Allemands qui en font une Oberfeldkommandantur, canonné et repris par les Britanniques en 1944 et restauré en 1949. De nouveaux immeubles plus récents ont été construits en prolongement du bâtiment d'avant-guerre.
À la fin des années 2010, le bâtiment est entièrement rénové pour moderniser les bureaux d'AXA ; les bâtiments d'après-guerre sont démolis ou fortement rénovés. Le bâtiment de 1930 bénéficie d'une rénovation complète de ses intérieurs mais l'aspect extérieur est quasiment inchangé, à l'exception des toitures qui sont désormais surplombées par un niveau supplémentaire du même style que les nouveaux bâtiments réalisés en prolongement.

## Architecture
Le style néo-classique des façades extérieures découle de la volonté de préserver l'unité stylistique du quartier du Parc de Bruxelles (également appelé Parc Royal).
Le bâtiment adopte, pour ses façades extérieures, de nombreux éléments qui se retrouvent sur les bâtiments voisins, dont le Palais Royal de Bruxelles. Il est recouvert d'une toiture mansardée de deux étages, éclairée par des fenêtres en demi-lune ou en œil-de-bœuf.
Il possède une vaste cour intérieure aux façades en brique de style fonctionnel qui comportent cependant quelques décorations en pierre (bandeaux et linteaux).

## Accessibilité
| ___ | Ce site est desservi par les stations de métro : Parc et Trône. |